# 西鄉從道

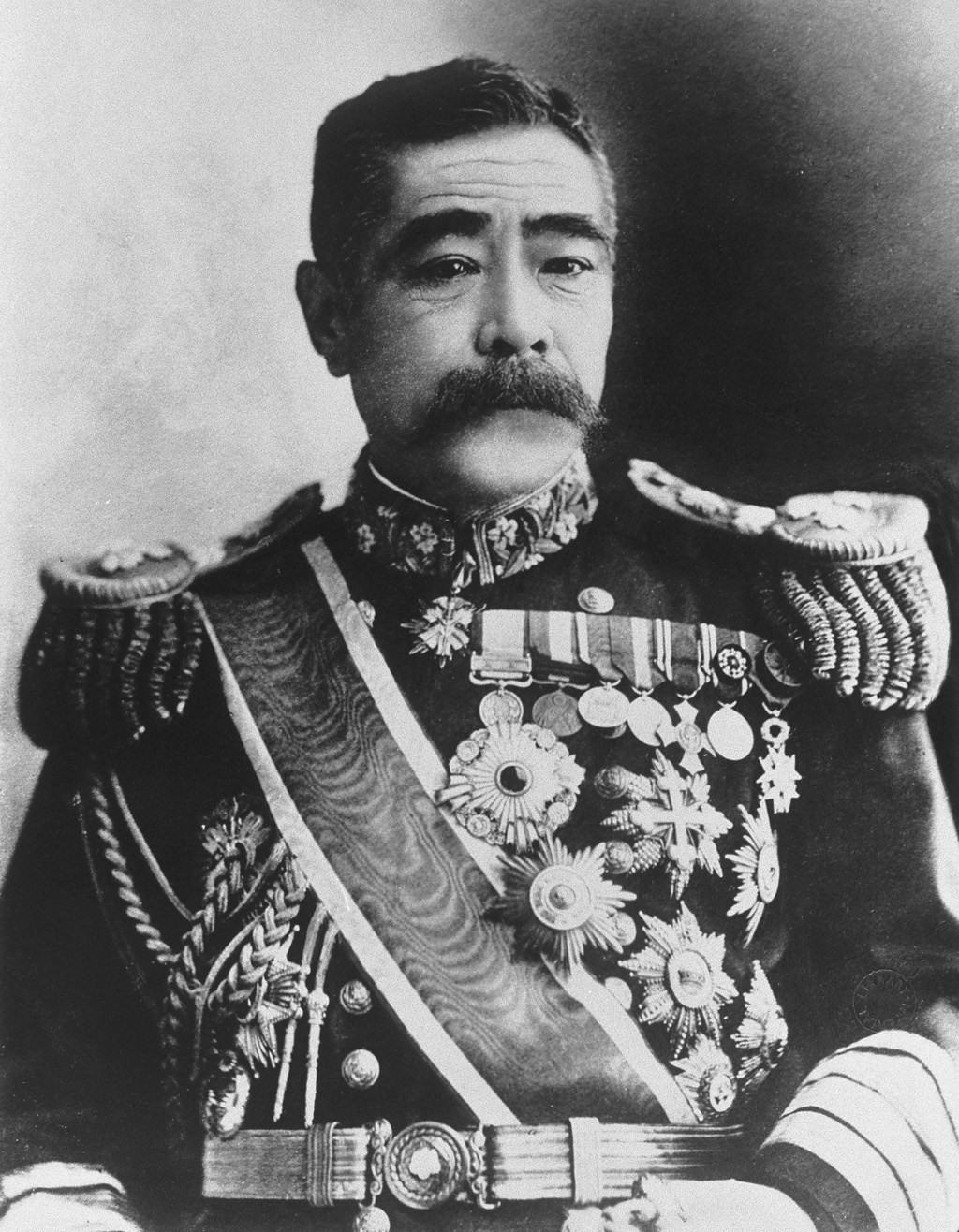
西鄉從道

西鄉從道（1843年6月1日—1902年7月18日）是日本近代的陸、海軍軍官、政治人物、元老。其兄為維新三傑之一的西鄉隆盛，兄弟二人在倒幕運動、維新運動中十分活躍。

## 簡歷
西鄉從道出生於薩摩藩鹿兒島城下的下加治屋町，曾以藩士身分在薩摩藩中任職，參加過薩摩藩自力攘夷的薩英戰爭、以及推翻德川幕府的戊辰戰爭中的鳥羽伏見之戰。
明治二年（1869年），西鄉從道與長州出身的山縣有朋一同前往歐洲考察軍事制度，山縣有朋後來成為日本近代陸軍的建立者。
明治維新時期，社會結構重整，眾多士族（舊武士）失業，造成極大的社會問題，各地陸續出現士族叛亂事件。明治七年（1874年），九州發生佐賀之亂，雖然僅十餘日便被弭平，但日本政府為安撫反抗意識最強的薩摩士族以及下野隱居的西鄉隆盛，特意任命西鄉從道為中將台灣蕃地事務局都督，領兵三千餘名前往台灣南部攻打台灣原住民部落，並企圖建立殖民地。
當西鄉從道與部隊在長崎港待命時，以英、美為首的西方各國表示反對日本的軍事行動，並且禁止本國租用船隻給日本，日本政府因此下令暫緩出兵。但西鄉從道說：「延遲出兵，將會有損士氣。如果政府強行阻止，我願退還天皇的全權委任敕書，以賊徒之姿直搗生蕃的巢穴，絕對不會累及國家！」同在長崎的大藏卿大隈重信苦勸不成，只好電告中央：「士氣強盛，其勢難止。」西鄉從道隨即命令部隊陸續出發，而他的行動後來獲得中央的追認。此舉史稱「西鄉大暴走」。

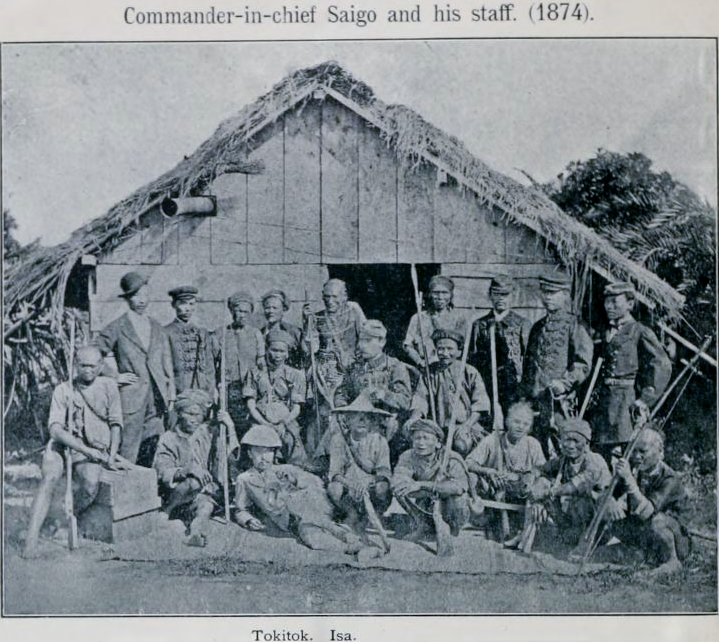
石門戰役後，西鄉從道與排灣族領袖合影。左坐者為卓杞篤之子朱雷、中坐者為西鄉、右坐者為一色。

日軍於明治七年五月在射寮（今屏東縣車城鄉射寮村）登陸，攻擊以牡丹社為主的原住民部落，隨後在龜山（今車城鄉國立海洋生物博物館附近）長期駐紮。清帝國對此隨即提出抗議。日軍因為感染熱病死亡超過五百人，又耗費六百萬圓以上的鉅額軍費（尚且未計算添購運輸艦的費用），因此日本政府透過外交手段與清帝國和解，並在該年十一月撤兵。史稱為「牡丹社事件」或「台灣出兵」。
明治十年（1877年），西鄉隆盛在西南戰爭中支持士族，隨後戰死；轉由西鄉從道成為薩摩閥的領袖人物。西鄉從道在日本政府歷任參議、文部卿、陸軍卿、農商務卿及兩任陸軍大臣。明治十七年（1884年），因為對明治維新的貢獻，受封為伯爵。後來又在伊藤博文內閣擔任海軍大臣及內務大臣等職。
明治二十五年（1892年）西鄉從道出任樞密顧問官，隔年出任海軍大將。明治二十八年（1895年）晉封侯爵。明治三十一年（1898年）成為日本海軍軍人中第一位受封元帥稱號者。
西鄉從道一直都是日本首相候選人，不過他以其兄隆盛掛著「朝敵」污名為由再三推辭，始終未曾拜相、組閣。
| 官衔                 | 官衔                                                                                      | 官衔                       |
| -------------------- | ----------------------------------------------------------------------------------------- | -------------------------- |
| 前任： 首任 仁禮景範 | 日本海軍大臣 第1-3任：1885年12月22日－1890年5月17日 第7-10任：1893年3月11日—1898年11月8日 | 繼任： 樺山資紀 山本權兵衛 |
| 前任： 河野敏鎌      | 日本農商務卿 第2任：1881年10月20日-1885年12月21日                                         | 繼任： 末任                |
| 前任： 谷干城        | 日本農商務大臣（代理） 1886年3月16日-1886年7月10日                                        | 繼任： 山縣有朋            |